# تریگو لیمپیو
تریگو لیمپیو (به انگلیسی: Trigo Limpio) گروه موسیقی اسپانیایی بود.
آن‌ها نماینده اسپانیا در یوروویژن ۱۹۸۰ بودند.